# Juridiction quasi épiscopale
Quelques abbés et chapitres ont joui, pendant l'Ancien Régime, d'une juridiction quasi épiscopale, qui leur donnait sur certains territoires des pouvoirs approchant ceux des évêques. Ceux qui avaient tous les pouvoirs d'un évêque sans avoir été consacrés, étaient dits quant à eux nullius.

## Nature
La juridiction quasi épiscopale comportait notamment, pour l'abbé ou le chapitre :
- tous les pouvoirs juridictionnels de l'évêque,
- le droit d'ordonner des prières, de visiter les paroisses de son ressort (visite pastorale), de collationner les bénéfices ecclésiastiques, de convoquer des synodes ;
- mais non les pouvoirs issus de la succession apostolique comme l'ordination des prêtres, l'excommunication, ou la consécration des églises, qui restaient des prérogatives de l'évêque dont dépendait l'abbaye ou le chapitre, et qu'exerçaient en partie les abbés nullius.

## Extension
Comme l'exemption, la juridiction quasi épiscopale pouvait être établie par des documents officiels signés du pape ou d'un évêque, ou par une longue tradition. L'appréciation de cette ancienneté a permis quelques abus de la part de prélats désireux d'agrandir leur prestige au détriment des évêques, et un certain nombre de prétentions ont été annulées au XVIIIe siècle.
L'abbé ou le chapitre exerçait cette juridiction sur des abbayes, des paroisses, des seigneuries ecclésiastiques, mais rarement sur la totalité de ses possessions temporelles. Elle était en outre limitée par le droit de regard que conservait l'évêque sur toutes les paroisses et établissements religieux sur l'étendue de son diocèse.
Le chapitre de Saint-Dié (par ailleurs nullius) ou les abbés de Domèvre par exemple, ont joui de la juridiction quasi épiscopale sur une partie de leur territoire.

## Sources
- Guy Du Rousseaud de La Combe et Fuet, « De la juridiction quasi épiscopale », dans Recueil de Jurisprudence Canonique et Beneficiale, Paris, Saugrain, 1748 (lire en ligne).
- Pierre Louis Goyhenèche, « Article V, Des évêques coadjuteurs et des prélats inférieurs », dans Cours élémentaire de droit canonique, Tolra et Haton, 1865 (lire en ligne)
- Cédric Andriot, « La juridiction quasi-épiscopale des abbés de Domèvre », Annales de l'Est, Nancy, no spécial « L'abbaye de Saint-Sauveur en Vosges, mille ans d'histoire »,‎ 2010, p. 295-304.